# Ellen Elzerman
Ellen Louise Elzerman (Bussum, Países Bajos, 22 de enero de 1971) es una nadadora retirada especializada en pruebas de estilo libre. espalda y estilo combinado. Consiguió tres medallas de bronce europeas durante los años 1991 y 1989 en pruebas de relevos.
Representó a Países Bajos en los Juegos Olímpicos de Barcelona 1992.

## Palmarés internacional
| Campeonato Europeo de Natación | Campeonato Europeo de Natación | Campeonato Europeo de Natación | Campeonato Europeo de Natación |
| Año                            | Lugar                          | Medalla                        | Prueba                         |
| ------------------------------ | ------------------------------ | ------------------------------ | ------------------------------ |
| 1991                           | Atenas ( Grecia)               | Medalla de bronce              | 4x200 m libres                 |
| 1991                           | Atenas ( Grecia)               | Medalla de bronce              | 4x100 m estilos                |
| 1989                           | Bonn ( Alemania)               | Medalla de bronce              | 4x100 m estilos                |